# Götene
Götene est une localité de la commune de Götene, dont elle est le centre administratif, dans le comté de Västra Götaland en Suède.
Sa population était de 5077 habitants en 2019.